# Ina van Faassen

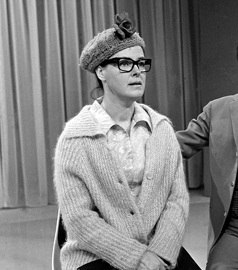
Ina van Faassen, 1969

Ina van Faassen (* 19. November 1928 in Amsterdam; † 23. Juli 2011 ebenda) war eine niederländische Schauspielerin und Kabarettistin.

## Leben
Ina van Faassen wurde als Gesina Maria van Faassen, als Tochter von Gerard Heinrich van Faassen und dessen Ehefrau Johanna Christina Heerding in Amsterdam geboren. Bereits während ihrer Schulzeit wirkte sie bei Schultheateraufführungen mit.
Sie absolvierte eine Schauspielausbildung an der Academie voor Dramatische Kunst in Amsterdam, die sie 1951 mit dem Schauspieldiplom abschloss. Van Faassen begann ihre Schauspielkarriere als Theaterschauspielerin. Sie trat als Bühnendarstellerin unter anderem bei der Nederlandse Comedie, am Theater Rotterdam (Rotterdams Toneel) und bei der Theatercompagnie Ensemble auf. Sie stand unter anderem in den beiden Theaterstücken Een bruid in de morgen und Suiker von Hugo Claus auf der Theaterbühne.
Bei einem Kleinkunstfestival, bei dem Van Faassen mitwirkte, wurde sie Mitte der 1960er Jahre von dem niederländischen Kabarettisten Wim Sonneveld und dem Texter Friso Wiegersma für das Fernsehen entdeckt. Sie wirkte ab 1967 in über 600 Vorstellungen von dessen zweiter Fernsehshow, der Nachfolgesendung von Een avond met Wim Sonneveld, als Schauspielerin, Sängerin und Kabarettistin mit.
Van Faassen wirkte auch in einigen Spielfilmen mit, so in dem Filmdrama Wenn es Euch nicht von Herzen geht (1960) von Fons Rademakers. In dem Familienfilm und Filmmusical Hans Brinker (1969) übernahm sie, an der Seite von Eleanor Parker und Richard Basehart, die Rolle der Mrs. Bouman. Zahlreiche Auftritte hatte sie in Fernsehfilmen und Fernsehserien. Durchgehende Serienrollen übernahm sie in der Sitcom Ieder Zijn Deel (1977–1978), Cassata (1979) und in der Comedyserie Zonder Ernst (1992). Eine Episodenrolle hatte sie als Psychiaterin in der Fernsehserie Waaldrecht (1973); bemerkenswert war ihre Rolle als Frau Rieske in der Romanverfilmung De koperen tuin (1975).
1966 wurde sie für ihre schauspielerischen Leistungen mit dem Titel „Schauspielerin des Jahres“ ausgezeichnet.
Van Faassen war seit 1960 mit dem niederländischen Journalisten und Schauspieler Ton van Duinhoven (1921–2010) verheiratet, mit dem sie häufig auch gemeinsam spielte. 
Van Faassen starb im Alter von 82 Jahren in ihrem Haus in Amsterdam. Sie wurde auf dem Amsterdamer Friedhof Zorgvlied beigesetzt.

## Filmografie (Auswahl)
- 1960: Suiker (Theaterverfilmung)
- 1960: Het grote mes (Theaterverfilmung)
- 1960: Wenn es Euch nicht von Herzen geht (Makkers, staakt uw wild geraas)
- 1961: Je kunt toch niet aan alles denken (Fernsehfilm)
- 1964: De roof van de gordel
- 1964: De dertig seconden (Fernsehfilm)
- 1969: Hans Brinker
- 1973: Waaldpracht (Fernsehserie, 1 Folge)
- 1975: De koperen tuin (Fernsehfilm)
- 1977–1978 Ieder Zijn Deel (Fernsehserie)
- 1979: Cassata (Fernsehserie)
- 1990: Der Witwer (De weduwnaar)
- 1992: Zonder Ernst (Fernsehserie)
- 1998: Baantjer (Fernsehserie)
- 2000: Oh oh Den Haag (Fernsehserie)
- 2002: Polonaise (Fernsehfilm)
- 2004: Liever verliefd
- 2004: De band (Fernsehserie, 1 Folge)
- 2004: Hartslag (Fernsehserie, 1 Folge)
- 2007: De co-assistent (Fernsehserie, 1 Folge)